# Helmut Rahn

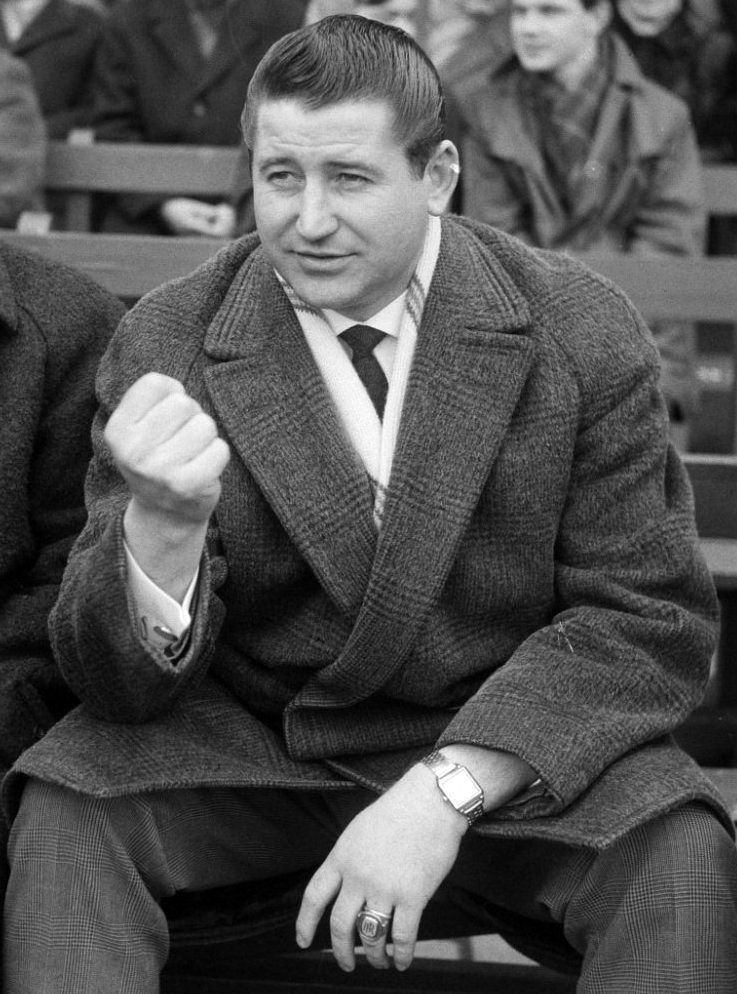
Helmut Rahn in 1962

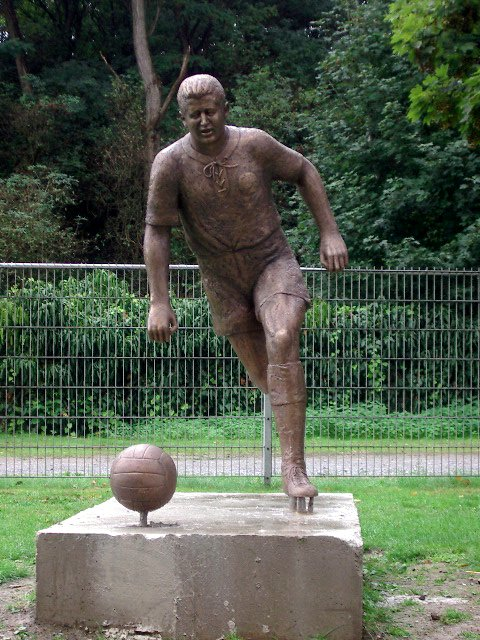
Standbeeld van Helmut Rahn bij het Georg-Melches-Stadion in Essen

Helmut Rahn (Essen, 16 augustus 1929 – Essen, 14 augustus 2003) was een Duits voetballer. De rechtsbuiten kwam jarenlang uit voor Rot-Weiss Essen en vervolgens onder andere voor Sportclub Enschede in Nederland. Hij speelde veertig interlands voor West-Duitsland en scoorde voor zijn land de winnende goal in de finale van het wereldkampioenschap voetbal 1954. Hij stond bekend onder de bijnamen Der Boss en Het Kanon van Essen.

## Loopbaan
Rahn speelde voordat hij in 1951 onder contract kwam van Rot-Weiss Essen bij verschillende kleinere clubs. Met Rot-Weiss won hij in 1953 de DFB-Pokal en in 1955 de landstitel. Zijn eerste interland speelde Rahn in 1951. Met West-Duitsland speelde hij bij het WK van 1954 in de finale tegen Hongarije, een elftal dat destijds als onoverwinnelijk te boek stond en de bijnaam Magische Magyaren had. Eerder in het toernooi had Duitsland nog met 8-3 klop gekregen van Hongarije. In de finale kwam West-Duitsland met 2-0 achter, maar door onder andere een doelpunt van Rahn werd de stand voor de rust weer gelijk getrokken. In de 84e minuut scoorde Rahn de winnende 3-2, waarmee hij het wonder van Bern bewerkstelligde en zichzelf tot een voetballegende maakte.

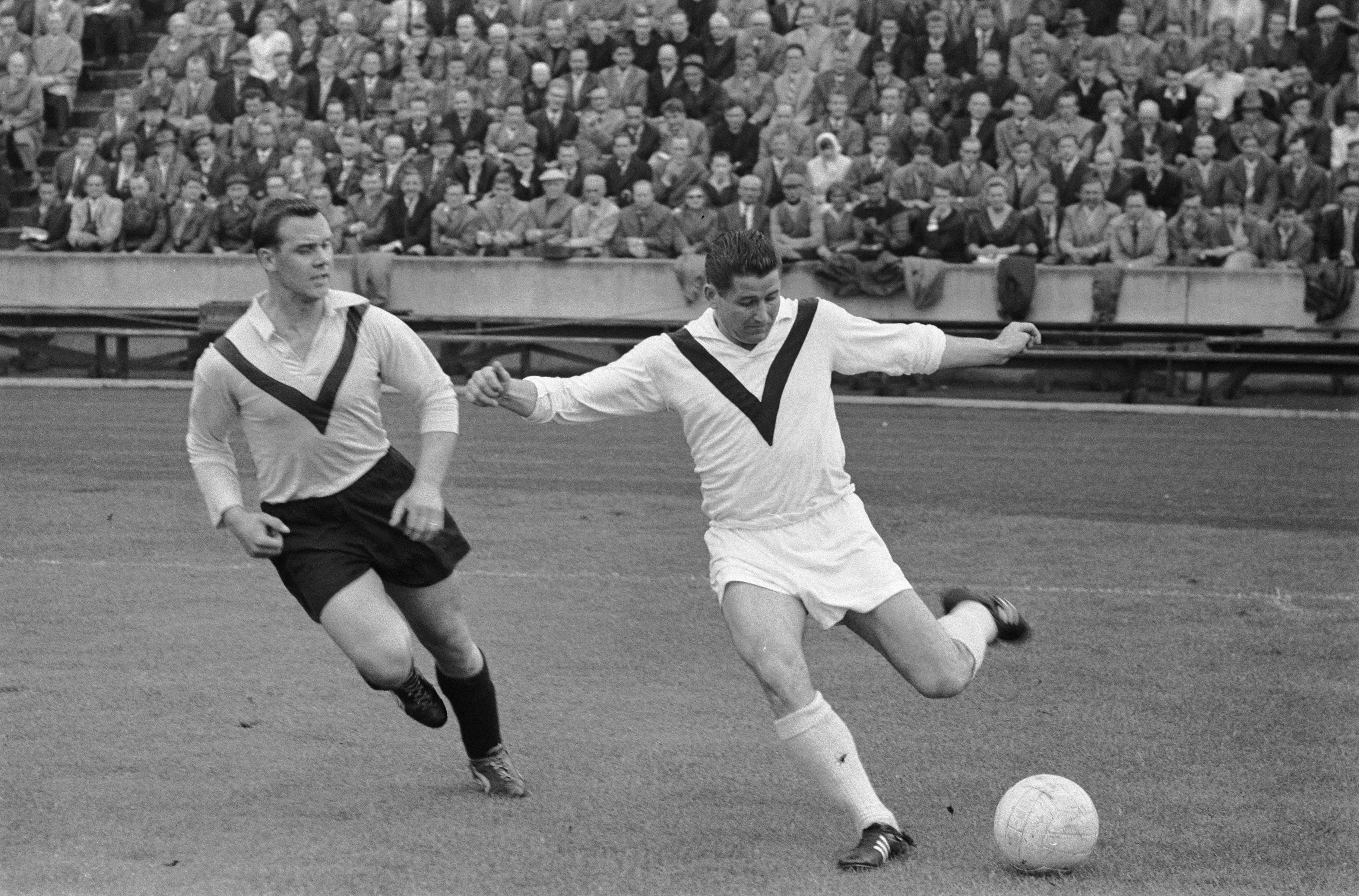
Helmuth Rahn (rechts) uitkomend voor SC Enschede (1960).

Rahn speelde tot 1959 voor Rot-Weiss. Hij was tevens van de partij op het wereldkampioenschap voetbal 1958, waar West-Duitsland in de halve finale verloor van thuisland Zweden en uiteindelijk vierde werd. Op de twee WK's waaraan hij deelnam, scoorde Rahn tien doelpunten.
In 1959 verkaste hij naar 1. FC Köln en een jaar later tekende hij een contract bij Sportclub Enschede. Voor de eerste wedstrijd kwam Wim van Hanegem speciaal met de brommer van Utrecht naar Enschede gereden, om Rahn te zien. Voor de Nederlandse ploeg kwam hij drie jaar uit. Hij had in deze periode problemen met de Duitse justitie wegens herhaaldelijk rijden onder invloed. Toen hij in januari 1963 vanuit zijn woonplaats Enschede de grens overstak naar Gronau om zijn zoon naar school te brengen werd hij naar aanleiding van een eerdere veroordeling opgepakt en voor vier weken vastgezet. Hij was het jaar daarvoor het wereldkampioenschap voetbal 1962 misgelopen, omdat hij in de ogen van bondscoach Sepp Herberger ruim drie kilo te zwaar was, geen conditie had en slecht en te individualistisch speelde. Rahn speelde tussen 1951 en 1960 veertig interlands voor West-Duitsland en scoorde daarin 21 keer.
In 1963 keerde Rahn terug naar West-Duitsland om voor Meidericher SV uit te komen. Het was het jaar dat de Bundesliga van start ging en Rahn was in de vierde speelronde de eerste speler die van het veld werd gezonden. Het eerste seizoen bij Meidericher speelde Rahn nog geregeld, maar in zijn tweede en derde seizoen werd hij onder andere door blessures nauwelijks nog opgesteld. In 1965 besloot hij zijn voetballoopbaan te beëindigen. Rahn was vervolgens actief in de autohandel. Hij stierf in 2003, kort voor zijn 74e verjaardag.

## Nagedachtenis
Een jaar na zijn overlijden werd bij het Georg-Melches-Stadion in Essen een standbeeld van Rahn onthuld. Het beeld komt uiteindelijk op het geplande Helmut-Rahn-Platz voor het stadion te staan. De documentaire Das Wunder von Bern van regisseur Sönke Wortmann, die kort na zijn overlijden verscheen, is opgedragen aan Rahn.